# 卡瑞利珠单抗
卡瑞利珠单抗 （INN：camrelizumab，研发代号SHR-1210，商品名艾瑞卡）是一种抗PD-1免疫检查点抑制剂，正在针对肝细胞癌的适应症进行多国临床试验。 
该药物由江苏恒瑞医药有限公司开发，2019年起该药在多国接受Ⅱ/Ⅲ期临床试验。2019年底该药在中国上市。